# Ryszard Julian Zieliński
Ryszard Julian Zieliński – polski inżynier, doktor habilitowany nauk technicznych.

## Życiorys
W 1978 r. ukończył studia elektroniczne, w 1984 r. obronił pracę doktorską pt. Komputerowe wspomaganie zarządzania widmem w zakresie ultrakrótkofalowych systemów radiodyfuzyjnych, której promotorem był prof. Daniel Bem, w 2000 r. habilitował się na podstawie pracy zatytułowanej Kompatybilność elektromagnetyczna w telekomunikacji satelitarnej. Został pracownikiem naukowym na Politechnice Wrocławskiej.
Należy do Rady Dyscypliny Naukowej - Informatyki i Telekomunikacji PWr, oraz jest ekspertem Sekcji Telekomunikacji i Sekcji Bezpieczeństwa Elektromagnetycznego Komitetu Elektroniki i Telekomunikacji PAN.